# 스베레 시구르손
스베레 시구르손(노르웨이어: Sverre Sigurdsson, 고대 노르드어: Sverrir Sigurðarson 스베리르 시구르다르손, 1145년 또는 1151년 – 1202년 3월 9일)은 1184년에서 1202년 사이에 노르웨이 국왕이었다. 스웨덴의 에리크 9세의 딸 마르가레타 에릭스도테르와 결혼하여 슬하에 딸 크리스틴 스베리스도티르를 낳았다.
노르웨이의 역사상 가장 중요한 왕 중 한 명으로 평가된다. 스베리르는 1177년에 망누스 5세 왕에게 항거하던 반군 집단 비르키베이나르의 지도자가 됨으로써 권력을 획득했다. 1184년 핌레이테 전투에서 마그누스가 죽자 스베리르가 노르웨이의 유일한 왕으로 군림했다. 그러나 교회와의 불화로 인해 1194년 파문을 당했고, 교회를 지지하는 바글라르 반군이 일어나 재차 내전이 일어났다. 이 내전은 스베리르가 죽은 뒤에도 지속되었다.
스베리르의 삶에 관한 가장 중요한 사료는 왕의 사가 중 하나인 스베리르의 사가이다. 이 사가는 그 내용 중 일부는 스베리르가 살아있을 당대에 쓰여진 것으로서, 스베리르의 직접적 후원에 의해 쓰여졌음을 서문에서 밝히고 있듯 약간 스베리르에게 유리하게 편향되어 있다. 스베리르를 적대한 교황과 노르웨이 주교들 사이에 오간 서신이 교차검증을 제2사료로 사용될 수 있으며, 사가의 내용과 주교들의 서한 내용은 큰 줄기에 있어서는 내용이 일치한다.
스베리르 왕은 단신이었기 때문에 전투 때 말등에 탄 채로 병사들을 지휘했다. 이는 왕이 최전선에서 부하들을 이끌어야 한다는 노르드인의 전통적인 전사상과는 상이한 것이다. 스베리르는 솜씨 좋은 즉흥가로서 정치적인 면에서나 군사적인 면엔서나 임기응변에 능했다. 그의 혁신적인 전술은 노르웨이 내전에서 비르키베이나르 파당이 기존 지배세력을 꺾는 데 도움이 되었다. 그전까지의 전쟁은 대개 방패로 벽을 만들어 정면에서 일제히 부딪히는 스캴드보르그 전술이 주류였지만 스베리르는 병력을 소규모 부대들로 나누어 각개행동하도록 했다. 이 덕분에 비르키베이나르들은 높은 기동성과 적응력을 갖출 수 있었다.
| (하르드라디 가) 망누스 5세 | 노르웨이 국왕 1184년 ~ 1202년 | 호콘 3세 |